# Bulbul placide
Phyllastrephus placidus
Espèce
Le Bulbul placide (Phyllastrephus placidus) est une espèce de passereaux de la famille des Pycnonotidae.

## Répartition
Il se trouve au Kenya, Malawi, Mozambique, Tanzanie et Zambie.

## Sous-espèces
Cet oiseau est représenté par trois sous-espèces :
- Phyllastrephus cabanisi cabanisi (Sharpe) 1882
- Phyllastrephus cabanisi placidus (Shelley) 1889
- Phyllastrephus cabanisi sucosus Reichenow 1903

## Systématique
Il est considéré par certains ornithologistes comme une sous-espèce du Bulbul de Cabanis, Phyllastrephus cabanisi.